# DR Byen (metropolitana di Copenaghen)
DR Byen è una stazione della linea 1 della Metropolitana di Copenaghen.
La stazione, in superficie, venne inaugurata nel 2002 e si trova nella parte settentrionale di Ørestad.
In passato il nome della stazione era Universitetet, poiché vi era il progetto di costruire la nuova università vicino a quella stazione, ma quel progetto fallì e quindi la stazione prese il nome di DR Byen, a causa della vicinanza con la Danmarks Radio.